# Авит Перигорский
Авит (умер в 518) — воин, святой отшельник Перигорский. День памяти — 22 марта, 17 июня. Был знатного происхождения из города Перигё (во Франции). Получил хорошее образование.
Существует две житийные версии. По одной Авит служил у короля франков Хлодвига и в армии занимал высокие должности. Во время войны с вестготами покинул войско и стал монахом.
По другой версии, Авит служил на стороне вестготов. В 507 году в битве при Вуйе вестготские войска были разгромлены, а он попал в плен и доставлен в Париж. За своё освобождение им было выплачено выкуп, после чего подался в монахи. Перебрался на свою родину, а потом жил возле Орлеана. Стал вести отшельническую жизнь в Перигоре и Рюффеке.
Умер в 518 или в 570 году.